# 阴茎笑话
鸡巴笑话又稱阴茎笑话，是黄色笑话的一种，指喜劇中直接或间接提及人類陰莖（在俚语中称为鸡巴或屌）的笑话，也可以泛指一切用男性性器官（包括睾丸、阴囊和阴毛）、性行为和性欲、性病和生殖系统的生理现象（比如梦遗）、泡妞策略甚至性犯罪作为幽默嘲讽笑点的桥段。鸡巴笑话的一个作用就是可以打破社交禁忌。正如加拿大喜剧演员里基·布鲁（Ricky Blue）所说：“（鸡巴笑话的）诀窍在于（它）能够说出难以言说的内容”（The trick is being able to speak the unspeakable）。